# Аршинцево
Арши́нцево, ранее Горком и Камы́ш-Буру́н (укр. Аршинцеве, Камиш-Бурун, крымскотат. Qamış Burun, Къамыш Бурун) — микрорайон города Керчи, расположен на берегу Керченского пролива, в южной части территории, подчинённой городскому округу Керчь (согласно административно-территориальному делению Украины — Керченскому горсовету Автономной Республики Крым).
Микрорайон от центральной части города отделён довольно обширной незастроенной территорией. До 1960-х годов — отдельный посёлок.

## История
Впервые в доступных источниках селение встречается в материалах о выселении крымских татар из прибрежных селений во внутренние районы полуострова перед Русско-турецкой войной 1787—1791 годов конце 1787 года. Из Камыш-Буруна были выведены все жители — 50 душ. Видимо, жители в селение не вернулись, поскольку в Ведомости о числе селении, названиях оных, в них дворов… состоящих в Феодосийском уезде от 14 октября 1805 года  Камыш-Бурун не значится, а на военно-топографической карте генерал-майора С. А. Мухина, 1817 года деревня Камыш бурун обозначена без указания числа дворов. На карте 1836 года в деревне 22 двора, как и на карте 1842 года.
В 1860-х годах, после земской реформы Александра II, деревню приписали к Сарайминской волости. Согласно «Списку населённых мест Таврической губернии по сведениям 1864 года», составленному по результатам VIII ревизии 1864 года, Камыш-Бурун — владельческая экономия с 8 дворами, 54 жителями, рыбным заводом и кордоном пограничной стражи близ морскаго берега. По «Памятной книге Таврической губернии 1889 года», по результатам Х ревизии 1887 года, в деревне Камыш-Бурун числилось 12 дворов и 80 жителей. По «…Памятной книжке Таврической губернии на 1892 год» в безземельной деревне Камыш-Бурун, не входившей ни в одно сельское общество, жителей и домохозяйств не числилось. По «…Памятной книжке Таврической губернии на 1902 год» на хуторе Камыш-Бурун, входившем в Ново-Александровское сельское общество, числилось 124 жителя, домохозяйств не имеющих. По Статистическому справочнику Таврической губернии. Ч.II-я. Статистический очерк, выпуск пятый Феодосийский уезд, 1915 год, в экономии Камыш-Бурун (Олива Е. Н.) Сарайминской волости Феодосийского уезда жителей не числилось. В экономии числилось 2003 десятины удобной земли, в хозяйстве имелось 224 лошади, 16 волов, 130 коров и 1272 головы овец, свиней, или коз.
После установления в Крыму Советской власти, по постановлению Крымревкома, 25 декабря 1920 года из Феодосийского уезда был выделен Керченский (степной) уезд, а, постановлением ревкома № 206 «Об изменении административных границ» от 8 января 1921 года была упразднена волостная система и в составе Керченского уезда был создан Керченский район в который вошло село (в 1922 году уезды получили название округов. 11 октября 1923 года, согласно постановлению ВЦИК, в административное деление Крымской АССР были внесены изменения, в результате которых округа были отменены и основной административной единицей стал Керченский район в который вошло село. Согласно Списку населённых пунктов Крымской АССР по Всесоюзной переписи 17 декабря 1926 года, на сельхозферме Камыш-Бурун, Старо-Карантинного сельсовета Керченского района, числилось 23 двора, из них 1 крестьянский, население составляло 80 человек, из них 65 украинцев, 13 русских, 1 белорус и 1 немец. В рыбной пристани Камыш-Бурун в 1 дворе числилось 167 человек. Постановлением ВЦИК «О реорганизации сети районов Крымской АССР» от 30 октября 1930 года (по другим сведениям 15 сентября 1931 года) Керченский район упразднили и село включили в состав Ленинского, а, с образованием в 1935 году Маяк-Салынского района (переименованного 14 декабря 1944 года в Приморский) — в состав нового района.
Указом Президиума Верховного Совета РСФСР от 18 мая 1948 года, сёла Горком и Камыш-Бурун объединили и переименовали в Аршинцево, в честь Героя Советского Союза, генерал-майора Б. Н. Аршинцева. Время переподчинения Керченскому горсовету пока не установлено, однако известно что посёлок Керченского горсовета Аршинцево, как самостоятельная административная единица, ликвидирован в период с 1954 по 1968 годы.

## Транспорт
Грузовая железнодорожная Аршинцевская ветка, соединяет Аршинцево со Старым парком станции Керчь-Южная. Пересекает Улицу Орджоникидзе, Шоссе Героев Сталинграда и трассу Таврида. Проходит над транспортным подходом к Керчи Вышестеблиевская—Багерово в районе станции Керчь-Южная (Новый парк).
Ветка заканчивается, разветвляясь в районе порта Камыш-Бурун.

## Достопримечательности
- Братская могила партизан Старокарантинских каменоломен, в том числе пионера-героя Володи Дубинина.

## Культовые сооружения
- Церковь Успения Пресвятой Богородицы (расположена по адресу: Керчь, Аршинцево, Новая улица, 50) — построена в 1907 г. Первоначально храм был освящен в память Вознесения Господня[27].

## Спортивные сооружения
Стадион «Металлург» (ул. Орджоникидзе, д.17) был построен в 1936 г. Основное назначение — проведение футбольных соревнований. В настоящее время на нем проводятся игры чемпионата г. Керчи, а в прошлом проводились игры чемпионата Крыма и чемпионата СССР.

## Аршинцевское кладбище
Аршинцевское кладбище также называют «Партизанским». В 2013 г. Керченским исполкомом принято решение о закрытии кладбища в связи с отсутствием свободных мест для обустройства новых могил.